# 住之江競艇レース結果・地震防災メモ
地震防災メモ・気象一口メモ（じしんぼうさいメモ・きしょうひとくちメモ）は、生活情報を扱うMBSラジオのローカル番組。現在は、『ボートレース住之江提供・地震防災メモ』『ボートレース住之江提供・気象一口メモ』のいずれかが放送される。
公営競技情報を母体にした番組で、かつてのタイトルは「住之江ボートレース結果速報・生活メモ」→「住之江ボートレース結果速報・交通安全メモ」→「住之江ボートレース結果速報・地震防災メモ」（2010年度まで）。番組開始から現在まで、1名のMBSアナウンサーが持ち回りで担当している。

## 放送時間
- 月曜 - 日曜 17:43 - 17:45（2011年4月改編以降）

月曜日 - 金曜日放送分では長らく、プロ野球のナイトゲーム中継（オフシーズンはスポーツ情報番組）の直前（17時台の後半）に生放送。ナイター中継の放送開始時間が徐々に繰り上がった影響で、一時は17:23から放送されていた。
2014年度までは夕方の生ワイド番組に内包されることもあったが、2015年度以降は『上泉雄一のええなぁ!』（2019年度の上半期までは月曜日 - 金曜日、以降は月曜日 - 木曜日）や『福島のぶひろの、金曜でいいんじゃない?』（2019年度下半期以降の金曜日）の本編終了後に独立番組として放送（編成上は両番組への内包コーナー扱い）。
『上泉雄一のええなぁ!』の放送枠が平日の早朝へ移動した2021年度の下半期以降は、「夕方もポチっとMラジ」レーベルの日替わり番組内で平日分を放送。2018年度からは『こんちわコンちゃんお昼ですょ!』（平日午後の生ワイド番組）の13時台前半でも、内包コーナー扱いで17時台と同じ内容を放送することがある（主に月曜日）。
土曜日・日曜日と、平日に特別番組を編成する場合には、2014年度以前から独立番組として放送。プロ野球シーズン中の土曜日や祝日に『MBSベースボールパーク』のデーゲーム中継を編成する場合には、中継終了直後の完全スライドで対応する。ただし、中継試合が延長戦に入った場合に、当番組の放送を休止することもある。また、MBSラジオでセンバツ高校野球の全試合中継を実施していた時期には、試合時間に応じてプロ野球の延長戦中継時と同様の措置を取っていた。

## 住之江競艇レース結果
当番組の母体になった速報で、放送当日に住之江競艇場で開催されたレースの結果を、CMをはさまずに2分間伝えていた。同競艇場でナイトレースが開催される場合には、第6レース（2008年 - 2010年は第4レース）までの結果を紹介。しかし、住之江競艇場で舟券を発売する他競艇場の（SGを含む）レースの結果までは放送しなかった。その一方で、番組の後期には、アナウンサーがフリーダイヤルによるレース結果のテレホンサービスを最後に紹介していた。
レース結果の速報は2010年度で終了。2011年度以降は「地震防災メモ」か「気象一口メモ」で本編を構成している。ただし、本編の前には事前収録による住之江競艇のインフォマーシャル（開催予定レースの中止が見込まれる場合には開催の有無を知らせるアナウンス）が放送される。

## 地震防災メモ
放送上のタイトルは、「住之江競艇提供・地震防災メモ」。防災グッズの紹介や普段からの備えを38秒間で紹介した後に、「あなたや家族を守るためにも、地震防災メモをお役立て下さい」という言葉で締めくくる。現在は、「気象一口メモ」と交互に放送。放送の前後には、住之江競艇の20秒CMが流れる。
当初は「生活メモ」、阪神・淡路大震災が発生した1995年度までは、交通安全を目的とした注意事項の説明を中心にした「交通安全メモ」として放送。2010年度までは、「レース結果」と交互に放送されていた。
東日本大震災発生直後の2011年4月からは、タイトルコールに続いて、「この時間は、近い将来に起こるとされる南海地震などの災害に備えて、防災に関する情報をお伝えしています」との言葉を必ず添えるようになった。また、この時期より、生放送から事前収録へ移行した。

## 気象一口メモ
2011年5月頃から「地震防災メモ」と交互に放送。「地震防災メモ」と同様の構成ながら、今後予想される気象への心掛けや、健康に対する影響などを紹介する。担当のアナウンサーが、タイトルコールに続いて「日常の生活に役立つ気象の話題をお伝えしています」という言葉を必ず入れることが特徴。また、アナウンスだけを放送する「地震防災メモ」と違ってBGMが流れる。

## 初鳴き
1名のアナウンサーが38秒間で情報を伝える。「住之江競艇レース結果」を主体に生放送を実施していた時期には、MBSの新人アナウンサーの「初鳴き」（初めての番組担当）の場として用いられることが多く、アナウンサーにとって「限られた時間内に情報をまとめる技術が試される番組」とされていた。「住之江競艇レース結果」の放送を終了してからは、中堅・ベテランのアナウンサーから1名が交互に担当。「初鳴き」の舞台は、MBSラジオの生ワイド番組内で放送される定時ニュース（『MBSニュース』）に移っている。